# Ledaña (kommunhuvudort)
Ledaña är en kommunhuvudort i Spanien.   Den ligger i provinsen Provincia de Cuenca och regionen Kastilien-La Mancha, i den centrala delen av landet, 210 km sydost om huvudstaden Madrid. Ledaña ligger 734 meter över havet och antalet invånare är 1 913.
Terrängen runt Ledaña är platt. Runt Ledaña är det ganska glesbefolkat, med 24 invånare per kvadratkilometer. Närmaste större samhälle är Madrigueras, 17,1 km sydväst om Ledaña. Trakten runt Ledaña består till största delen av jordbruksmark.